# Paragraaf
Een paragraaf is een van een opschrift en vaak van een nummer of letter voorzien onderdeel van een tekst. Een paragraaf bestaat doorgaans uit meerdere alinea's, maar kan ook bestaan uit meerdere subparagrafen (die op hun beurt weer een of meer alinea's bevatten).
Een paragraaf kan worden aangegeven met een paragraafsymbool: §.
Een lange tekst zoals een boek is vaak ingedeeld in hoofdstukken, die op hun beurt uit paragrafen bestaan.

## Oneigenlijk gebruik in het Nederlands
Met name in uit het Engels vertaalde documenten wordt het woord "paragraaf" nogal eens gebruikt als synoniem van "alinea", als foutieve vertaling van het Engelse paragraph. Het Engelse woord voor wat in het Nederlands een paragraaf heet, is section.